# 타이노어

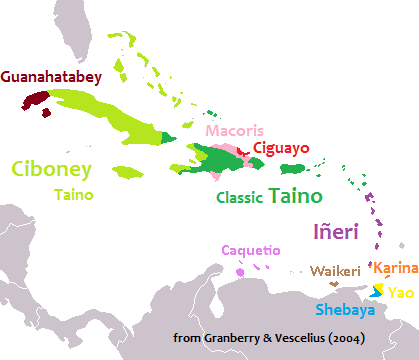
유럽인 접촉 이전의 카리브 토착 언어들. 연두색은 시보네이 타이노어, 초록색은 고전 타이노어

타이노어(Taíno)는 카리브 제도의 타이노족이 쓰던 아라와크어족 계통의 사멸한 언어이다. 15세기 말 스페인인들이 처음 도래했을 당시 카리브 지역에서 가장 널리 사용되는 언어였다. 유럽인들이 최초로 조우한 아메리카 원주민 언어 중 하나로, 유럽 언어에 도입된 여러 새로운 어휘들의 기원이 타이노어에 있다.
그 중 고전 타이노어(본 타이노어)는 소앤틸리스 제도 북부, 푸에르토 리코, 터크스 케이커스 제도, 히스파니올라섬 대부분 지역, 쿠바섬 일부 지역에 분포하던 타이노 부족들이 사용하던 언어였고, 정확한 모습을 알 수 없으나 고전 타이노어와 가까웠다는 기록이 전해지는 시보네이어(Ciboney)은 히스파니올라섬 서부, 바하마 제도, 자메이카, 쿠바섬 대부분 지역에 분포하였다고 추정된다.
역사적으로 남아메리카 본토로부터 도래한 것으로 추정되는 타이노어는 15세기 후반 시점에는 쿠바와 히스파니올라의 일부 지역을 제외하고 토착 언어를 거의 대체한 상황이었다. 그러나 스페인의 아메리카 식민지화에 수반하여 타이노 문화가 빠르게 쇠퇴하면서 타이노어는 스페인어, 영어, 프랑스어 등 유럽 언어로 대체되어 100년 이내에 거의 절멸하였다. 다만 19세기까지도 일부 고립된 지역에서 명맥을 유지하였다는 증거가 있다.

## 어휘
타이노어에서 유래한 신대륙에 관련된 새로운 어휘들은 주로 스페인어를 통해 영어 등 여러 유럽 언어로 도입되었다. 영어에서 사용되고 있는 타이노어 유래의 어휘로 바베큐(barbecue), 카이만(caiman), 카누(canoe), 카사바(cassava), 케이(cay), 구아바(guava), 해먹(hammock), 허리케인(hurricane), 후티아(hutia), 이구아나(iguana), 마카나(macana), 메이즈(maize), 매너티(manatee), 맹그로브(mangrove), 마룬(maroon), 포테이토(potato), 사바나(savanna), 타바코(tobacco) 등이 있다.

## 같이 보기
- 타이노족